# Növényi tej

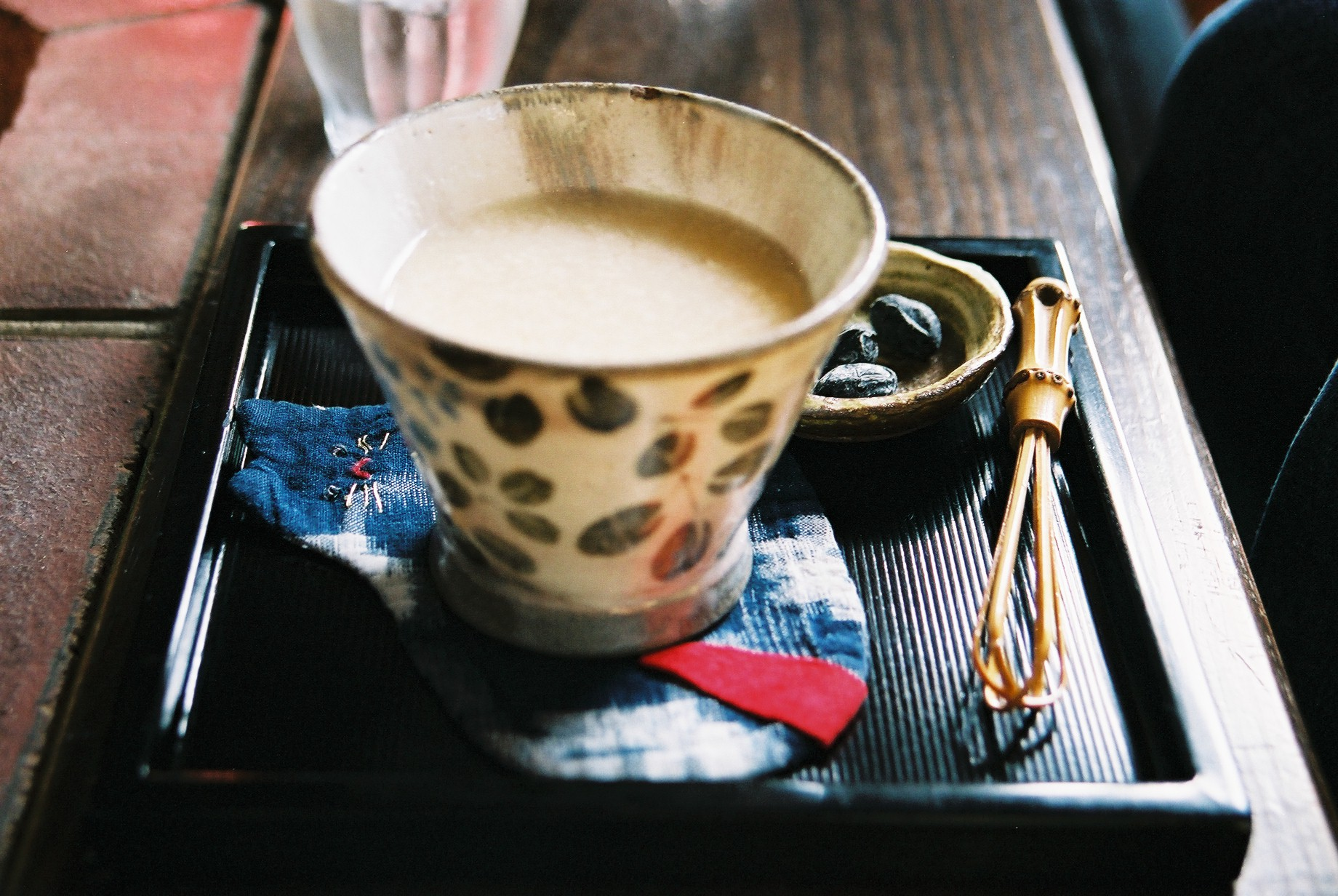
Amazake, japán rizstej

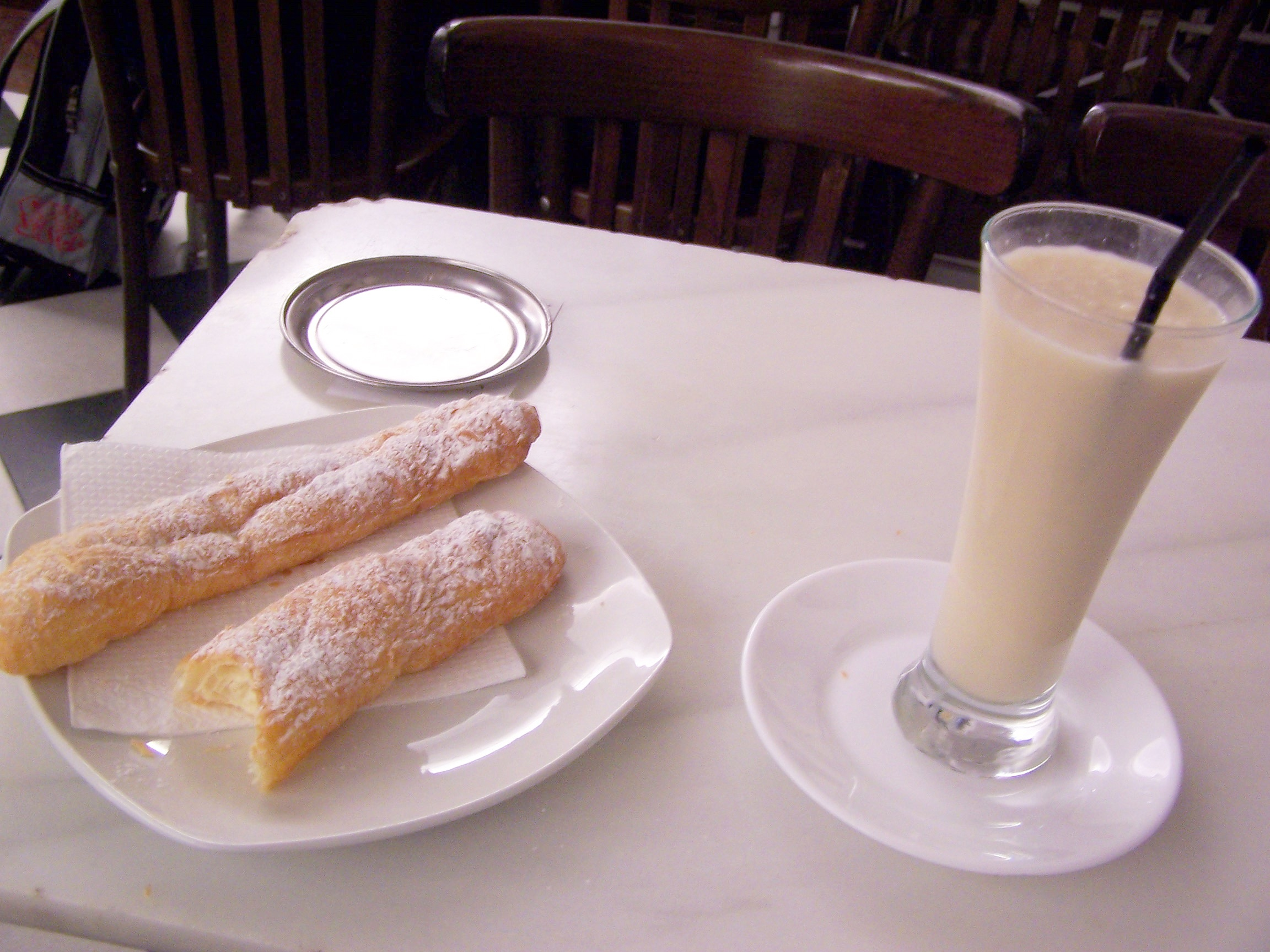
Egy pohár horchata de chufa (tigrisdiótej) egy kávézóban Spanyolországban

A növényi tej olyan növényi ital, amelynek színe a tejéhez hasonlít. A növényi tejek vízalapú növényi kivonatból készülnek, melyet nem tejalapú italok ízesítéshez használnak. A növényi tejeket a tehéntej és egyéb állati eredetű tejek növényi alternatívájaként használják, és krémes érzetet biztosíthatnak a szájban.
Körülbelül 17 különböző típusú növényi tej létezik, melyek közül mandulatej, a zabtej, a szójatej, a kókusztej és a csicseriborsótej a legkelendőbbek világszerte. A növényi alapú tejek, különösen a szója-, zab- és a csicseriborsótej előállítása környezeti előnyöket kínálnak az állati tejekkel szemben az üvegházhatású gázok kibocsátása, valamint a föld- és vízhasználat tekintetében.
A növényi alapú italokat évszázadok óta fogyasztják. A 21. században általában növényi alapú tejnek, alternatív tejnek vagy vegán tejnek nevezik. A kereskedelemben a növényi alapú italokat jellemzőenaz olyan dobozokba csomagolják, mint az állati eredetű tejeket.
Különböző kultúrákban a növényi tej italként és ízesítőként is szolgált az édes és sós ételekben, például a kókusztejet a curryben. Kompatibilis a vegetáriánus és vegán életmóddal. A növényi tejekből fagylaltalternatívákat, növényi tejszínt, vegán sajtot és növényi joghurtot – például szójajoghurtot – is készítenek.

## Története
A hüvelyesekből, babokból és diófélékből származó növényi tej kereskedelmi forgalomba hozatala előtt a tejhez hasonló növényi alapú keverékek évszázadok óta léteztek. A wabanaki és más indián törzsi nemzetek az Egyesült Államok északkeleti részén diófélékből készítettek tejet és anyatej-helyettesítő tápszert.
A Horchata egy ital, amelyet eredetileg Észak-Afrikában készítettek áztatott, őrölt és édesített tigrisdióból, 1000 előtt átterjedt Ibériára is (ma Spanyolország). Az angol nyelvben a „milk” szót a növényi tejekre 1200 óta használják.
A 13. századi levantei receptek léteznek, amelyek leírják a mandulatej elkészítésének módját. A szójatejet már a 14. században használták Kínában. A középkori Angliában a mandulatejet olyan ételekhez használták, mint a ris alkere (a rizspuding egy fajtája), és megjelenik a The Forme of Cury receptgyűjteményben. A kókusztej (és a kókusztejszín) számos konyha hagyományos összetevője, például Dél- és Délkelet-Ázsiában, és gyakran használják a curry elkészíttéséhez.
A növényi tejeket a nyugati országokban tejpótlónak tekintik, de hagyományosan a világ más részein is fogyasztják, különösen ott, ahol gyakoribb a laktózintolerancia.

## Típusok

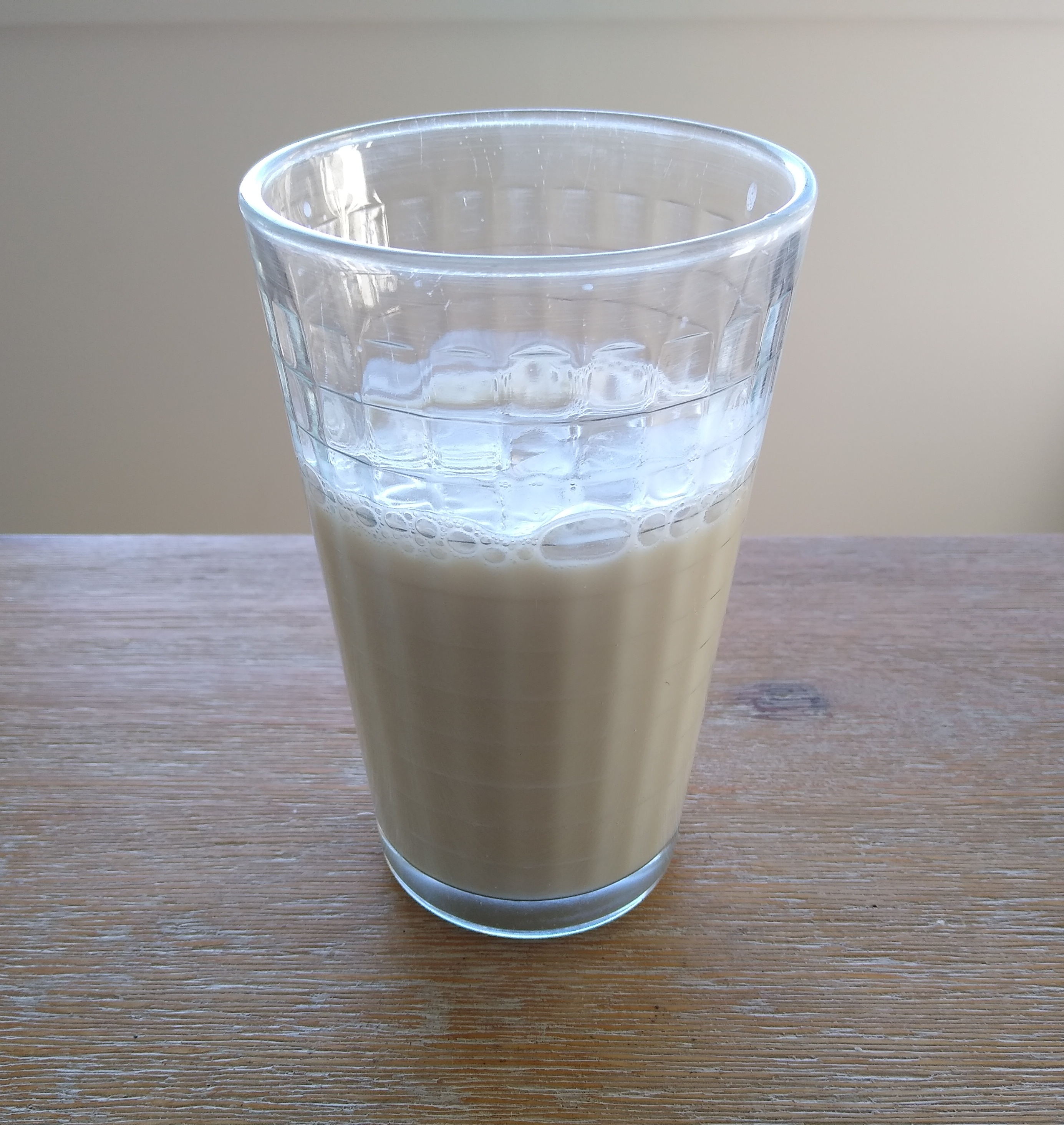
Makadámdiótej

A leggyakoribb növényi tejek közé tartozik a mandulatej, a kókusztej, a rizstej, a szójatej, a zabtej, a csicseriborsótej és a mogyorótej.

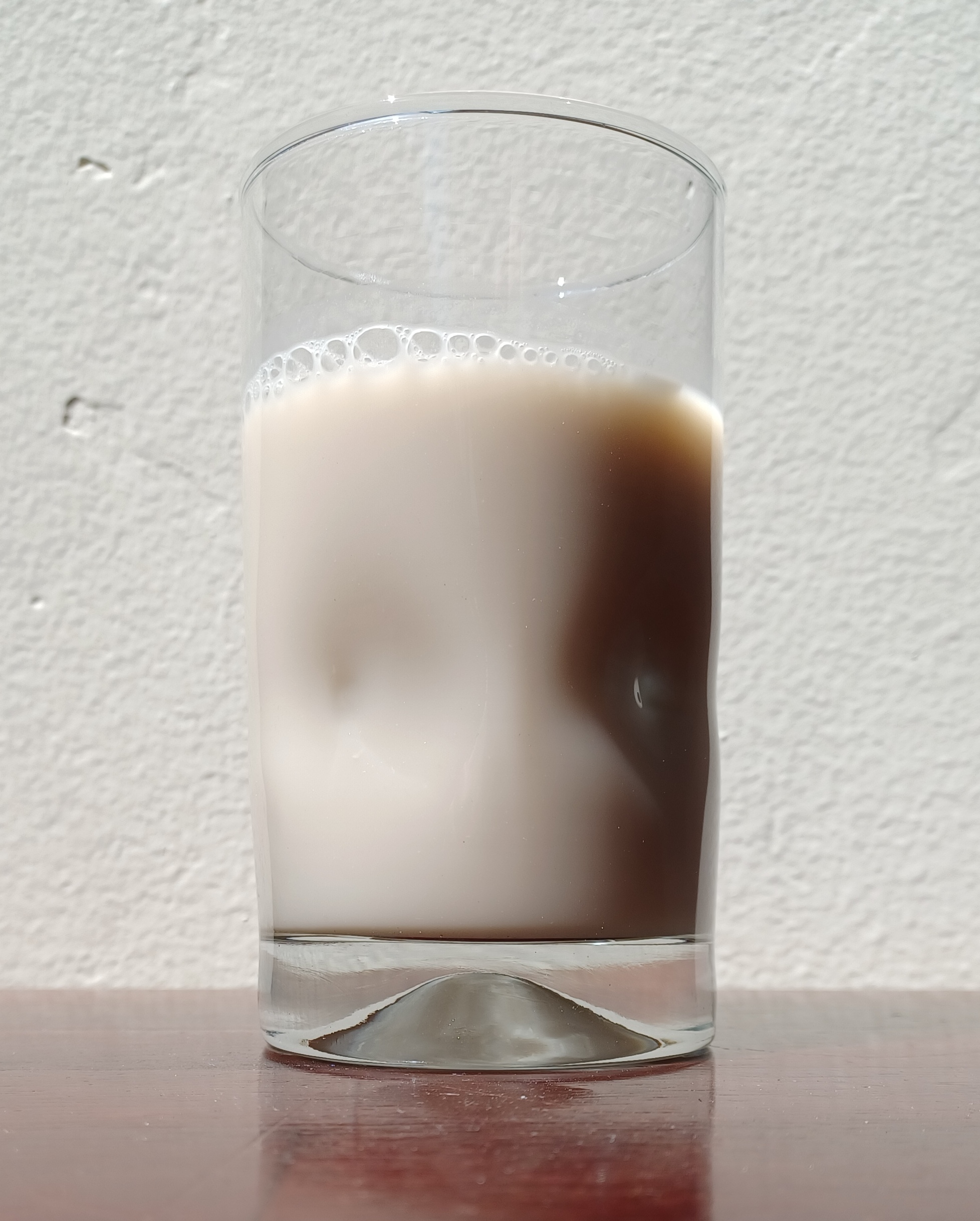
Árpatej

A növényi tejek a következőkből készülhetnek:
- Gabonák: árpa, fonio, kukorica, köles, zab, rizs, rozs, cirok, teff, tritikálé, tönköly, búza
- Álgabonafélék: amaránt, hajdina, quinoa
- Hüvelyesek: csillagfürt, borsó, földimogyoró, szója
- Dió: mandula, brazil, kesudió, mogyoró, makadámia, pekándió, pisztácia, dió
- Magok: chia mag, lenmag, kendermag, tökmag, szezámmag, napraforgómag
- Egyéb: kókusz (gyümölcs; csonthéjas), banán (gyümölcs; bogyó) burgonya (gumó), tigris dió (gumó)

A blend olyan növényi tej, amelyet két vagy több típus összekeverésével hoznak létre. Ilyen például a mandulatej-kókusztej és a mandulatej-kesudiótej keverék.

## Gyártás
Bár a növényi tejek gyártásában a kiindulási növényi anyagtól függően vannak eltérések, a szójatej általános technikája például több lépésből áll, többek között:
- a bab tisztítása, áztatása és hámozása
- a kiindulási anyag őrlése
- a feldolgozott növényi anyag hevítése a lipoxidáz enzimek denaturálására, hogy minimalizálja azok ízre gyakorolt hatását
- az ülepedő szilárd anyagok eltávolítása szűréssel
- víz, cukor (vagy cukorhelyettesítők) és egyéb összetevők hozzáadásával az íz, az aroma és a mikroelem-tartalom javítása érdekében
- a végső folyadék pasztőrözése
- A folyadék homogenizálása a zsírgömbök és részecskék lebontása érdekében a sima szájérzet érdekében
- csomagolás, címkézés és tárolása 1 °C-on

A növényi tejből fagylaltot, növényi tejszínt, vegán sajtot és joghurt-analógokat, például szójajoghurtot is készítenek.
A mandula alapú tejpótlók előállítását környezetvédelmi okokból kritizálták, mivel nagy mennyiségű vizet és növényvédő szereket használnak fel – bár így jóval kevesebb vizet igényel, mint a tehéntej előállítása. A növényi tejek kibocsátása, talaj- és vízlábnyoma változó, a növényi vízszükségletek, a gazdálkodási gyakorlatok, a termelési régió, a termelési folyamatok és a szállítás különbségei miatt.  A növényi alapú tejek, különösen a szójatej és a zabtej előállítása környezeti előnyöket kínálhat az állati tejekkel szemben az üvegházhatású gázok kibocsátása, valamint a föld- és vízhasználat tekintetében.

## Táplálkozási összehasonlítás tehéntejjel
Sok növényi tej célja, hogy ugyanazokat a fehérjéket, vitaminokat és lipideket tartalmazza, mint amelyeket a szoptató emlősök termelnek. Általában a gyártás során dúsítják őket, és mikrotápanyagot, kalciumot, valamint A- és D-vitamint adnak hozzá.
| Tápérték 100 ml-ben    | Emberi tej | Tehéntej (teljes) | Szójatej (cukrozatlan) | Mandulatej (cukrozatlan) | Zabtej (cukrozatlan) |
| ---------------------- | ---------- | ----------------- | ---------------------- | ------------------------ | -------------------- |
| Energia, kJ (kcal)     | 288 (68,8) | 248 (59,6)        | 132 (32)               | 64 (15,6)                | 200 (48)             |
| Fehérje (g)            | 1          | 3,08              | 2,78                   | 0,62                     | 1,2                  |
| Zsír (g)               | 4,32       | 3,17              | 1,56                   | 1,15                     | 2                    |
| Telített zsírsavak (g) | 1,96       | 1,82              | 0,2                    | 0,08                     | 0,2                  |
| Szénhidrát (g)         | 6,8        | 4,68              | 1,69                   | 0,61                     | 6,4                  |
| Rost (g)               | 0          | 0                 | 0,48                   | 0                        | 0,8                  |
| Cukor (g)              | 6,8        | 4,93              | 0,4                    | 0                        | 2,8                  |
| Kalcium (mg)           | 31,6       | 110,4             | 120,4                  | 206,4                    | 140                  |
| Kálium (mg)            | 50         | 128,8             | 116,8                  | 70,4                     | 155,6                |
| Kálium (mg)            | 16,8       | 42                | 36                     | 74,4                     | 40,4                 |
| B12-vitamin (mcg)      | 0,04       | 0,44              | 1,08                   | 0                        | 0,48                 |
| A-vitamin (IU)         | 208,8      | 158               | 201,1                  | 148,8                    | 0                    |
| D-vitamin (IU)         | 3,92       | 49,6              | 47,6                   | 44                       | 0                    |
| Koleszterin (mg)       | 13,76      | 9,6               | 0                      | 0                        | 0                    |

## Csomagolás és kereskedés

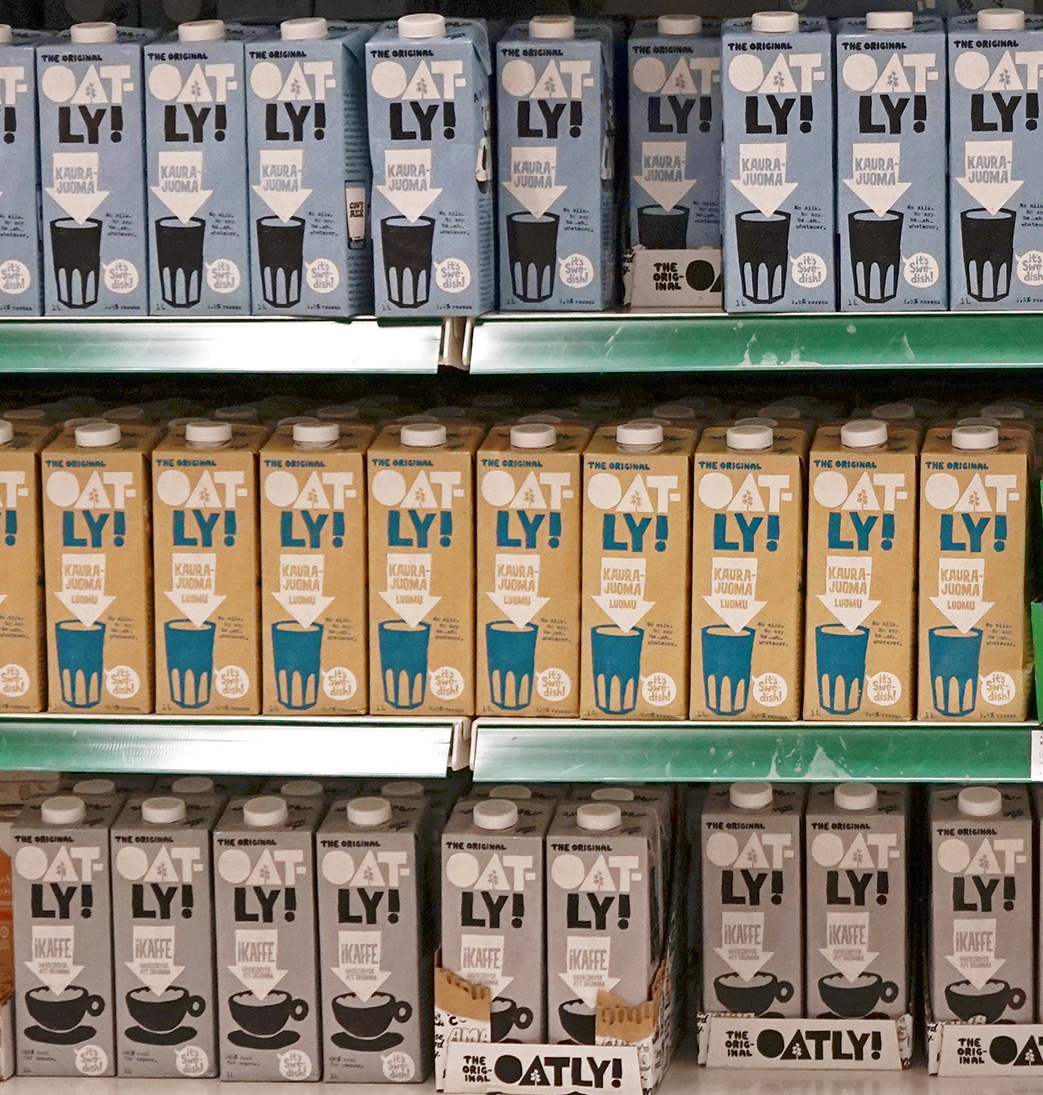
Zabtejek egy svédországi szupermarket polcain

A növényi alapú tejek a tejtermékek alternatívájaként jelentek meg, válaszul a fogyasztók étrendi igényeire és az állatokkal és a környezettel kapcsolatos attitűdök megváltozására. A Huffington Post nyilvánosságra hozta, hogy egészségügyi és környezetvédelmi okok, valamint a változó fogyasztói trendek miatt egyre többen vásárolnak rendszeresen növényi tejet a tehéntej helyett. 1974 és 2020 között a 16 és 24 év közöttiek tehéntejfogyasztók aránya az Egyesült Királyságban 94%-ról 73%-ra csökkent. Ausztráliában csökkent a bizalom a tejipar iránt, és a Dairy Australia jelentése szerint csak 53%-uk bizakodó a jövőbeni jövedelmezőség és a tejtermékek iránti kereslet tekintetében.
A növényi tejeket jellemzően a tejtermékekéhez hasonló dobozokba csomagolják. A növényi tejek felcímkézhetők tápanyagtartalmuk kiemelése érdekében, vagy olyan kifejezésekkel, amelyek tükrözik az összetételüket vagy az összetevők hiányát, például „vegán”, „gluténmentes”.
Egy tudományos folyóiratcikk beszámolt róla, hogy, hogy egyre több fiatal társítja a tejtermékeket a környezetkárosítással. Fokozott aggodalomra ad okot, hogy a tehéntejtermelés káros hatással van a biológiai sokféleségre, a víz- és földhasználatra. A tejtermékek és a környezet közötti negatív kapcsolatokat egyes dokumentumfilmekben is bemutatták – többek között a Cowspiracy – A fenntarthatóság titka és a Mi a fene az az egészség? című dokumentumfilmekben. Az állatjóléti aggodalmak is hozzájárultak a tejtermékek népszerűségének csökkenéséhez számos nyugati országban. A növényi tejek reklámozása szembeállíthatja a tejtermékek előállítására irányuló intenzív mezőgazdasági erőfeszítéseket a növényi források, például zab, rizs vagy szójabab viszonylag könnyű betakarításával. 2021-ben az Oatly zabtej márka reklámja jelent meg a Super Bowl során.

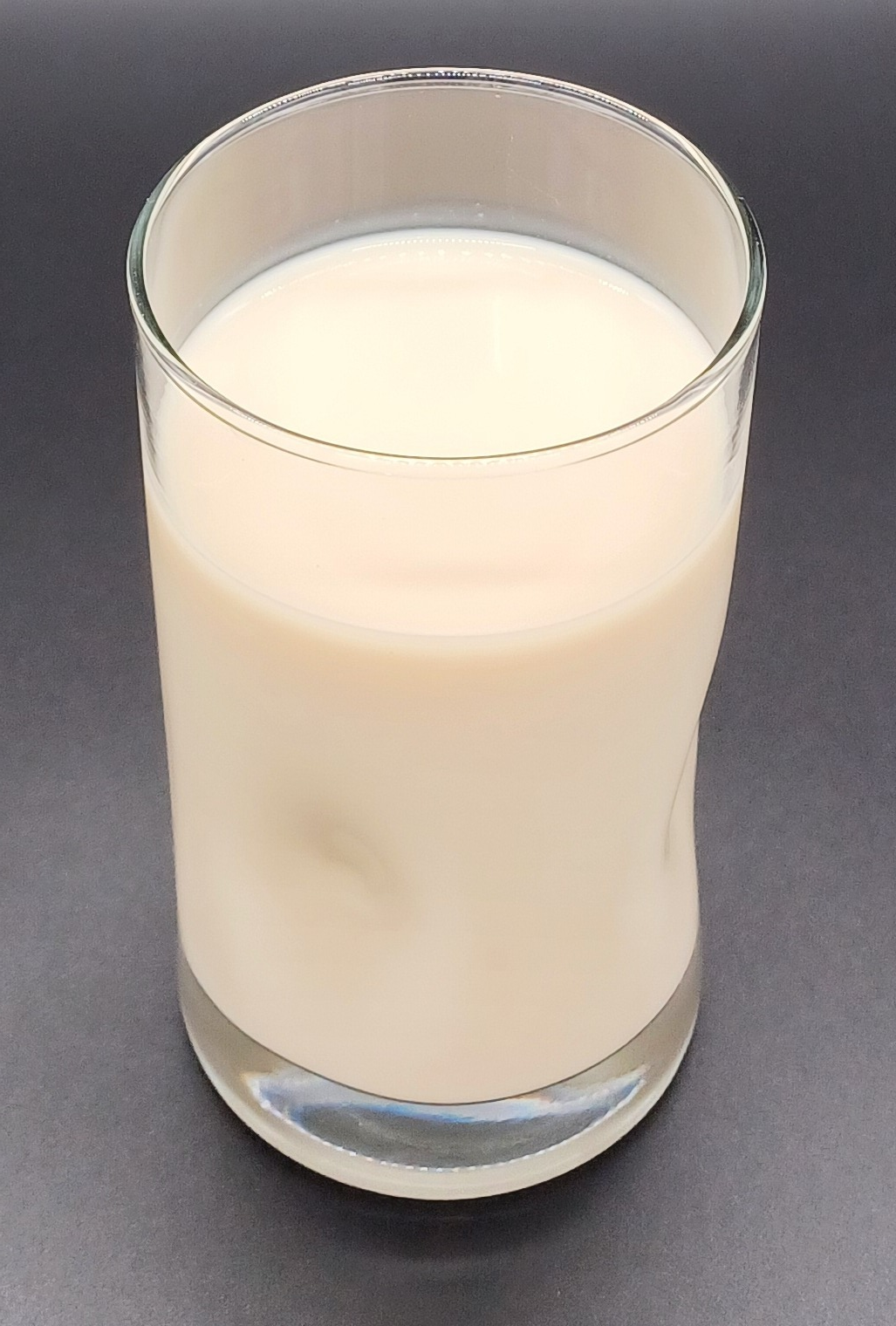
Lentej

Az Egyesült Államokban a növényi tej értékesítése folyamatosan, összesen 61%-kal nőtt 2012 és 2018 között. 2019-ben a növényi alapú tejipar értéke az Egyesült Államokban évi 1,8 milliárd dollár volt. 2018-ban a tejtermék-alternatívák értéke világszerte 8 milliárd dollár volt. A növényi tejek közül a mandulatej (64%-os piaci részesedés), a szójatej (13%-os piaci részesedés) és a kókusztej (12%-os piaci részesedés) volt a piacvezető az Egyesült Államokban 2018-ban. A zabtej értékesítése 250%-kal nőtt Kanadában 2019-ben, és a növekvő fogyasztás az Egyesült Államokban és az Egyesült Királyságban a példátlan fogyasztói kereslet miatti termeléshiányhoz vezetett. 2020-tól az egyik nagy kávézólánc, a Starbucks zabtejes, kókusztejes és mandulatejes kávékat is árusít. 2020-ra a zabtej értékesítése annyira megemelkedett, hogy a mandulatej után a második legtöbbet fogyasztott növényi tej lett az Egyesült Államokban.
A növényi alapú tejek, például a borsótej népszerűségének növekedésének egyik fő étrendi oka a laktózintolerancia. Például Ausztráliában a leggyakoribb étel, amely intoleranciát okoz, a laktóz, és a lakosság 4,5%-át érinti. Az Egyesült Államokban körülbelül 40 millió ember laktózérzékeny.

## Lásd még
- Laktózérzékenység
- Növényi tejszín
- Veganizmus

## Fordítás
Ez a szócikk részben vagy egészben  a   Plant milk című angol Wikipédia-szócikk ezen változatának fordításán alapul.  Az eredeti cikk szerkesztőit annak laptörténete sorolja fel. Ez a jelzés csupán a megfogalmazás eredetét és a szerzői jogokat jelzi, nem szolgál a cikkben szereplő információk forrásmegjelöléseként.